# Perozelo
Perozelo is een plaats (freguesia) in de Portugese gemeente Penafiel en telt 1366 inwoners (2001).